# Teiche am Steinheimer Holz
Teiche am Steinheimer Holz este o arie protejată (arie specială de conservare — SAC, sit de importanță comunitară — SCI) din Germania întinsă pe o suprafață de 2,89 ha, integral pe uscat.

## Localizare
Centrul sitului Teiche am Steinheimer Holz este situat la coordonatele 51°54′05″N 9°06′56″E / 51.9014°N 9.1156°E.

## Înființare
Situl Teiche am Steinheimer Holz a fost declarat sit de importanță comunitară în martie 2001 pentru a proteja 1 specie de animale. Situl a fost protejat și ca arie specială de conservare în aprilie 2004.

## Biodiversitate
Situată în ecoregiunea continentală, aria protejată conține 1 habitat natural: Păduri aluvionare cu Alnus glutinosa și Fraxinus excelsior (Alno-Padion, Alnion incanae, Salicion albae).
La baza desemnării sitului se află o specie protejată de  amfibieni: triton cu creastă (Triturus cristatus).
Pe lângă speciile protejate, pe teritoriul sitului au mai fost identificate 1 specie de plante.